# Diapiro

Formación de diapiros de magma en el manto terrestre, ligada al proceso de subducción de la corteza

Un diapiro (del griego διαπείρειν ‘atravesar’) es un tipo de intrusión en el que se fuerza un material más dúctil deformable y móvil a través de las rocas suprayacentes quebradizas. La forma de diapiro depende del ambiente tectónico: en las regiones de bajo estrés tectónico los diapiros tienen una estructuras en forma de hongo del tipo inestabilidad de Rayleigh-Taylor, mientras que en zonas tectónicamente más activas son diques estrechos de material que se mueven a lo largo de las fracturas inducidas en la roca circundante. El término fue introducido por el geólogo rumano Ludovic Mrazek, que fue el primero en comprender el principio de la intrusión salina y la plasticidad. El término «diapiro» se puede aplicar a estructuras ígneas, pero se aplica más comúnmente a estructuras no ígneas, materiales relativamente fríos, tales como las evaporitas que forman los llamados diapiros salinos. También se producen diapiros de barro.

## Diapiro salino

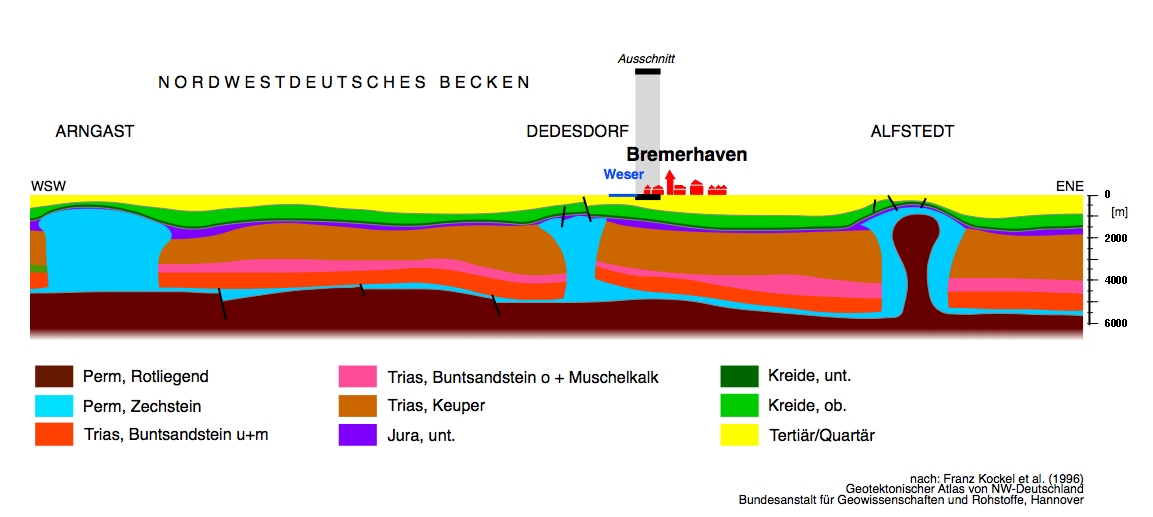
Diapiros o domos salinos en Alemania

Son estructuras geológicas intrusivas, formadas por masas de evaporitas (sales, anhidrita y yeso) que, procedentes de niveles estratigráficos muy plásticos(sobre todo del Keuper) sometidos a gran presión, ascienden por las capas sedimentarias de la corteza terrestre, atravesándolas y deformándolas, en un lento proceso medible en millones de años que se conoce como diapirismo. Adquieren forma de cilindro, seta o gota y suelen ser de gran tamaño (de cientos de metros a 3 km de diámetro en sección horizontal). Un símil muy didáctico de diapirismo se puede ver en las denominadas lámparas de lava usadas en decoración. Los movimientos por flujo plástico de las rocas salinas se denominan halocinéticos.
Su génesis es bastante compleja y está producida por varios factores: elevada plasticidad de las sales aumentada por los yesos; se desarrollan en fallas profundas por las que los materiales ascienden y donde ocurren procesos volcánicos que convierten el diapiro en una pasta con todavía mucha más plasticidad y mucho más poder perforante.
Se denominan domos salinos cuando las masas de sales deforman los sedimentos suprayacentes pero no llegan a intruírlos.

Animación del desarrollo de un diapiro salino

En España existen poblaciones como Cabezón de la Sal en Cantabria que se asientan sobre diapiros salinos aflorantes y que fueron explotados comercialmente en el pasado. Otras como Peralta y Caparroso en Navarra tuvieron que cambiar su emplazamiento a otros con suelos más estables debido a los procesos de subsidencia que producen este tipo de estructuras halocinéticas.
Algunos diapiros continúan su explotación minera, como el del Cabezo de Sal del Pinoso en Alicante del que se extraen 700 000 tn anuales de sal mediante la disolución con agua de la sal y el posterior envío de la salmuera a la salina de Torrevieja donde se termina el proceso. Otros después de abandonada la explotación minera tiene un atractivo turístico, como la montaña de sal de Cardona.
El diapiro más interesante de Europa se encuentra en Poza de la Sal (Burgos). Se trata de un valle circular de 2,5 km de diámetro que visualmente permite comprender lo que es el diapirismo; seleccionado como punto de interés geológico por la Asociación Geocientífica de Burgos.

### Riesgos geológicos
Como riesgos geológicos asociados al diapirismo se presentan los que están relacionados con el movimiento ascensional y los procesos de disolución de sales y yeso.
Los procesos de disolución pueden ser rápidos. Es vital la prevención, que pasa por conocer la estructura geológica de la zona y elaborar mapas de riesgo, así como asociarlos con los hídricos. También es necesaria la ordenación del territorio en función del riesgo. Para corregir este riesgo, es posible instalar drenaje para que salga el agua y no se disuelva la sal del diapiro, o bien rellenar el terreno para evitar colapsos.

### Trampas petrolíferas
Los diapiros salinos tienen un enorme valor económico, pues pueden actuar como trampas petrolíferas. El ascenso del diapiro deforma las capas instruidas elevándolas a su alrededor, formando una estructura anticlinal, una especie de cono en el que el diapiro ocupa el eje central (la charnela). Cuando hay capas impermeables, los hidrocarburos (más gases y agua) se acumulan por debajo de las mismas, quedando atrapados en las rocas porosas inferiores. El diapiro actúa sellando el centro de la estructura.
En el sustrato sedimentario del Golfo de México son muy frecuentes los yacimientos de petróleo asociados a este tipo de trampa. En los Montes Zagros también es frecuente esta morfología.

## Diapiros no salinos
El término diapiro, o diapirismo, también se puede aplicar en el caso de la intrusión de masas graníticas (tipo batolito) en la corteza terrestre o también en el caso de estructuras diagenéticas similares a las salinas, pero de dimensiones mucho más reducidas, producidas por el desplazamiento plástico de fango y lodo.